# Jeanne d'Arc de Drancy
El Juana de Arco Drancy es un equipo de fútbol de Francia que juega en la Championnat National 3, la quinta división de fútbol del país.

## Historia
Fue fundado en el año 1903 en el suburbio de Drancy, en París, aunque sus mayores logros han sido en el siglo XXI, donde ha logrado constantes títulos en las divisiones más bajas del fútbol francés desde el octavo nivel, lo que actualmente lo tiene en la CFA deade la temporada 2012/13.
También ha sido un constante participante en la Copa de Francia, donde ha destacado en la edición del 2010/11 y 2011/12 al haber clasificado hasta los octavos de final.

## Palmarés
- CFA: 1

2017/18
- CFA 2 Grupo A: 1

2011/12
- Division Supérieure Régionale: 1

2005/06
- Division d'Honneur Régionale: 1

2004/05
- Ligue d'Promotion: 1

2003/04
- Ligue d'Excelence: 1

2002/03